# Vítor Gazimba
Vítor Hugo Brito Gazimba (1º ottobre 1987) è un allenatore di calcio portoghese, tecnico in seconda dell'Häcken.

## Carriera
Originario del sud del Portogallo, ha trascorso gran parte della sua gioventù a Lisbona.
Prima dell'inizio della stagione 2014 è stato portato in Norvegia dal norvegese Haakon Lunov, il quale aveva legami con il Portogallo e all'epoca era il responsabile dello sviluppo dei giocatori dello Strømsgodset. Nel club, Gazimba è rimasto per cinque annate, dal 2014 al 2018, ricoprendo il ruolo di allenatore della squadra Under-21 e quello di assistente allenatore in prima squadra.
Nel gennaio del 2019 il trentunenne Gazimba ha iniziato la sua prima esperienza da capo allenatore a livello senior con la chiamata da parte del Kongsvinger militante nella 1. divisjon, ovvero la seconda serie del campionato norvegese. La stagione si è chiusa con un quinto posto e un'uscita al secondo turno dei play-off promozione.
Un anno più tardi, nel gennaio del 2020, è approdato in Svezia all'Örebro per sostituire Daniel Bäckström nel ruolo di assistente allenatore. Ha mantenuto questo incarico per quasi un anno e mezzo, poi, il 2 giugno 2021, nel corso della pausa estiva dell'Allsvenskan 2021, Gazimba è stato promosso a capo allenatore a seguito della decisione di Axel Kjäll di lasciare la panchina per diventare il nuovo direttore sportivo dei bianconeri. Durante la pausa per le nazionali fra la 22ª e la 23ª giornata, a otto giornate dalla fine del campionato, Gazimba è stato esonerato in virtù del penultimo posto e dei 6 punti di distanza dalla terzultima in classifica.
Il 14 giugno 2022 è entrato ufficialmente nello staff tecnico dei polacchi del Pogoń Stettino in qualità di assistente del capo allenatore Jens Gustafsson. Nell'agosto 2024, dopo aver ottenuto due quarti posti in altrettanti anni, Gustafsson ha lasciato il club polacco per accettare la redditizia offerta dei sauditi dell'Al-Fateh, e anche Gazimba ha continuato a seguire il tecnico svedese come parte del suo staff. La parentesi in Medio Oriente, tuttavia, è durata fino a dicembre.
Gazimba ha poi lavorato con Gustafsson anche nella sua nuova parentesi, in Svezia all'Häcken, a partire dal gennaio 2025.